# 三星Galaxy A23
三星Galaxy A23（英語：Samsung Galaxy A23）是三星电子开发的Android智能手机，于2022年3月4日发布。它有一个USB-C 2.0 接口和一个3.5毫米的耳機插口。